# Луи XVIII
Луи XVIII (на френски: Louis XVIII) е крал на Франция и Навара от 1814 година (въпреки че той брои царуването си от 1795) до смъртта си през 1824 г., с прекъсване през 1815 г. поради завръщането на Наполеон I от заточението му на остров Елба.

## Произход и брак
Луи XVIII е роден на 17 ноември 1755 г. във Версай, Франция. Той е четвърти син на Луи-Фердинанд дьо Бурбон, дофин на Франция, и втората му съпруга Мария Жозефа Сакска. Внук е на Луи XV и брат на Луи XVI. При раждането си получава титлата „Граф на Прованс“.
През 1771 г. се жени за Мария-Жозефина-Луиза Савойска, от която няма деца. Съпругата му има две неуспешни бременности през 1774 и 1781 г.

## По време на Френската революция
Френската революция го принуждава да напусне страната през юни 1791 г., едновременно с неуспешното бягство на краля до Варен. Живее в изгнание във Вестфалия, по времето когато е гилотиниран крал Луи XVI през 1793 г. След смъртта на краля графът на Прованс се обявява за регент на своя 10-годишен племенник Луи XVII, въпреки че момчето е задържано от революционното правителство и на практика не управлява изобщо.
След смъртта на младия крал в затвора на 8 юни 1795 г., графът на Прованс се обявява за крал Луи XVIII, въпреки твърденията, че преди екзекуцията си Луи XVI е написал и предал на своя адвокат обвинение срещу брат си, че е предал кралската кауза и забрана той да наследява престола.
През 1794 г. графът на Прованс основава кралски двор в изгнание в италианския град Верона, който по това време е под контрола на Република Венеция. Там издава декларация, с която напълно отхвърля всички промени във Франция след 1789 г., които са довели до сваляне на монархията. Венеция принуждава претендента за френския престол да напусне териториите ѝ през 1796 г.

## Управление и смърт
През следващите години Луи XVIII пътува из цяла Европа. Едва през 1814 г., след победата над Наполеон, той успява да се възкачи на трона като крал на Франция.
При завръщането на Наполеон от остров Елба, Луи XVIII се оттегля в Гент. Завръща се в Париж след битката при Ватерло, която слага край на Стоте дни на управлението на Наполеон.
Луи XVIII води политика на умереност, с което се надява да осигури продължението на династията.
Луи XVIII страда от подагра и в края на живота си е трудноподвижен. Умира на 16 септември 1824 г. в Париж и е погребан в базиликата „Сен Дени“. Наследен е от брат си, граф д'Артоа, който управлява под името Шарл X.

## Предшественици
| Луи XVIII | Баща: Луи, дофин на Франция | Дядо: Луи XV, крал на Франция   | Прадядо: Луи, дофин на Франция и херцог на Бургундия   |
| Луи XVIII | Баща: Луи, дофин на Франция | Дядо: Луи XV, крал на Франция   | Прабаба: Мари-Аделаиде Савойска                        |
| Луи XVIII | Баща: Луи, дофин на Франция | Баба: Мария Лешчинска           | Прадядо: Станислав Лешчински                           |
| Луи XVIII | Баща: Луи, дофин на Франция | Баба: Мария Лешчинска           | Прабаба: Катаржина Опалинска                           |
| Луи XVIII | Майка: Мария Жозефа Сакска  | Дядо: Август III, крал на Полша | Прадядо: Август II, крал на Полша                      |
| Луи XVIII | Майка: Мария Жозефа Сакска  | Дядо: Август III, крал на Полша | Прабаба: Кристиане Еберхардине фон Бранденбург-Байройт |
| Луи XVIII | Майка: Мария Жозефа Сакска  | Баба: Мария Жозефа Австрийска   | Прадядо: Йозеф I Хабсбург                              |
| Луи XVIII | Майка: Мария Жозефа Сакска  | Баба: Мария Жозефа Австрийска   | Прабаба: Вилхелмина Амалия фон Брауншвайг-Люнебург     |